# (5885) Apeldoorn
(5885) Apeldoorn ist ein Asteroid des Hauptgürtels, der am 30. September 1973 vom niederländischen Astronomenehepaar Cornelis Johannes van Houten und Ingrid van Houten-Groeneveld entdeckt wurde. Die Entdeckung geschah im Rahmen der Zweiten Trojanerdurchmusterung, bei der von Tom Gehrels mit dem 120-cm-Oschin-Schmidt-Teleskop des Palomar-Observatoriums (IAU-Code 675) aufgenommene Feldplatten an der Universität Leiden durchmustert wurden.
Der Himmelskörper wurde 1994 nach dem niederländischen Amateurastronomen Ben Apeldoorn (* 1944) anlässlich seines 50. Geburtstags benannt.